# Richard Tuttle
Richard Tuttle (* 12. Juli 1941 in Rahway, New Jersey, USA) ist ein amerikanischer Bildhauer, Zeichner und Objektkünstler.

## Leben und Werk

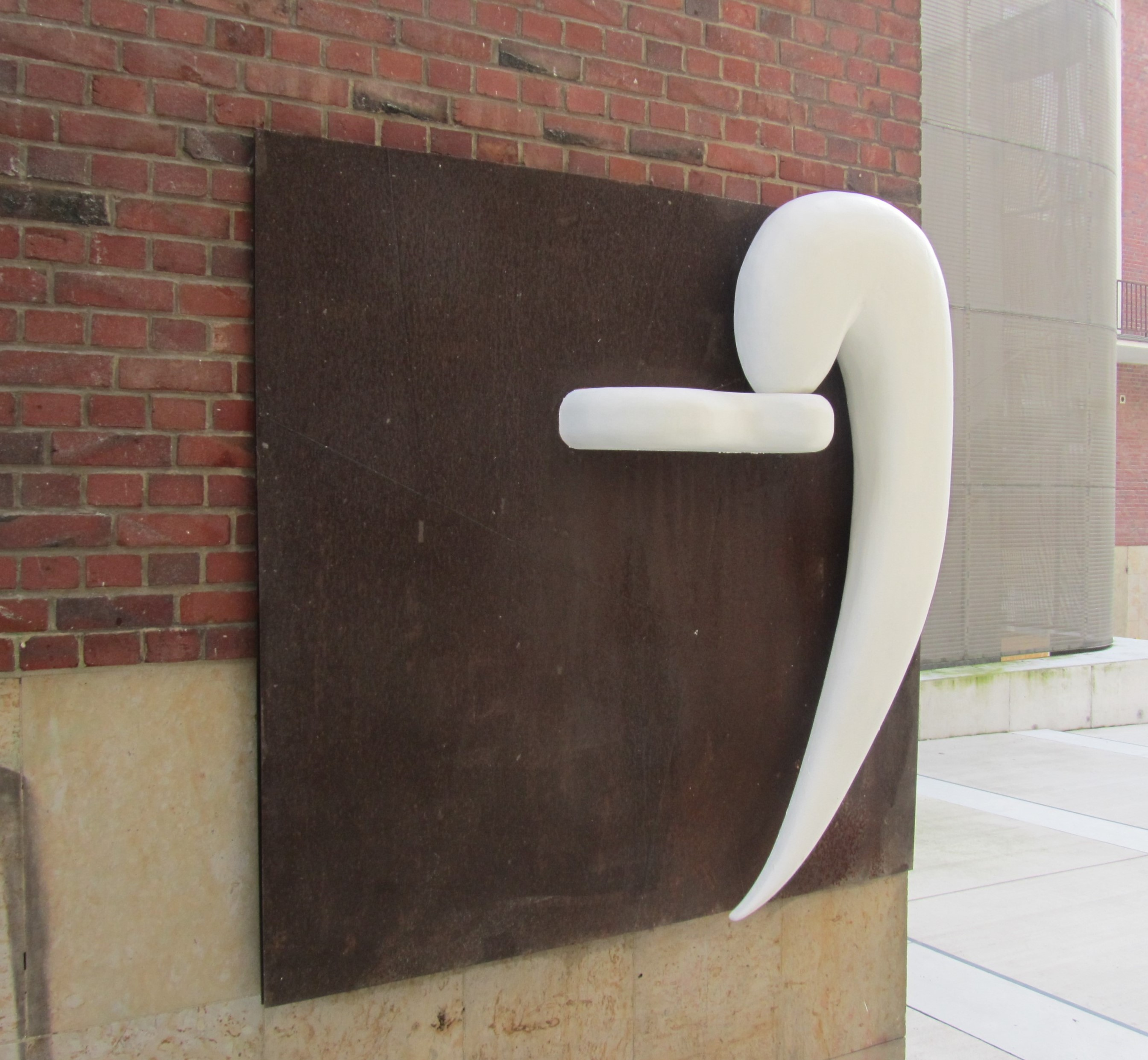
Skulptur Art and Music I, 1987, Münster, Domplatz/Fürstenberghaus

Tuttle wuchs in Roselle (New Jersey) auf. Er studierte 1962 am Pratt Institute of Design in Brooklyn, machte 1964 am Trinity College Hartford, Connecticut den Abschluss des Bachelor of Fine Arts und wechselte zu einem einsemestrigen Studium an die Cooper Union for the Advancement of Science and Art in New York. Nebenher arbeitete er als Assistent in der Betty Parsons Gallery, wo er 1965 seine erste Einzelausstellung hatte. Obwohl er Anfangs von den Arbeiten von Agnes Martin und Ellsworth Kelly beeinflusst war, fand er rasch mit poetischen Skulpturen, Zeichnungen und Objekten seinen eigenen künstlerischen Weg. Der Schweizer Ausstellungsmacher Harald Szeemann bezeichnet Tuttles Werk als „postminimalistisch“. Durch die Teilnahme an dessen legendärer Ausstellung When Attitudes Become Form 1969 in der Kunsthalle Bern, wurde Tuttle bereits in den späten 1960er Jahren in Europa bekannt.
Richard Tuttle lebt und arbeitet in New York City und Santa Fe (New Mexico).

## Ausstellungen (Auswahl)
- 1965 Betty Parsona Gallery, New York (auch 1967)
- 1968 Galerie Schmela, Düsseldorf
- 1969 Kunsthalle Bern, When Attitudes Become Form
- 1972 documenta 5, Kassel
- 1975 Whitney Museum of American Art, New York
- 1977 documenta 6, Kassel
- 1982 documenta 7, Kassel
- 1987 Skulptur.Projekte in Münster
- 2001 49. Biennale Venedig
- 2002 Museu Serralves, Porto; Memento (29. Juni bis 29. September 2002)
- 2005 San Francisco Museum of Modern Art (auch Whitney Museum, New York, Des Moines Art Center, Dallas Museum of Art)
- 2007 Museum of Contemporary Art (Chicago)
- 2014 Richard Tuttle: I Don’t Know. The Weave of Textile Language, Tate Modern, London, 14. Oktober 2014 bis 6. April 2015[1]
- 2014 Richard Tuttle: I Don’t Know. The Weave of Textile Language, Whitechapel Gallery, London, 14. Oktober bis 14. Dezember 2014[2]
- 2016: Richard Tuttle καλλίρροος schön-fliessend, Kunstmuseum Winterthur
- 2017 Richard Tuttle: Books, Multiples, Prints, Writings And New Projects, Galerie Christian Lethert, Köln
- 2019 Richard Tuttle: Kill Someone. Arbeiten Auf Papier, Galerie Christian Lethert, Köln
- 2020 Richard Tuttle: Kataloge & Künstlerbücher Der Sammlung Erhard Klein, Galerie Christian Lethert, Köln
- 2023 Richard Tuttle: Process Of Remembering, Galerie Christian Lethert, Köln

## Auszeichnungen
- 1998 Kunstpreis Aachen
- 2008 Wahl zum Mitglied der American Academy of Arts and Sciences
- 2012 Wahl zum Mitglied (NA) der National Academy of Design, New York[3]
- 2013 Wahl zum Mitglied der American Academy of Arts and Letters[4]